# Inga goniocalyx
Inga goniocalyx é uma espécie vegetal da família Fabaceae.
Árvore conhecida através de duas coleções botânicas, sem localização exata na Colômbia.